# 森長継
森 長継（もり ながつぐ）は、江戸時代前期から中期にかけての大名。美作津山藩の第2代藩主。備中西江原藩の初代藩主。

## 生涯

### 家督相続
慶長15年（1610年）、森忠政の重臣・関成次の長男として生まれる。母は忠政の娘で、父成次は忠政の甥(成次の母が森可成の娘)にあたる。忠政の男子は3人全て早世したため、忠政の外孫に当たり、姪孫(甥の子)でもある長継が忠政の養子に選ばれた。寛永11年（1634年）、養父の死により家督を継いだ。

### 津山藩主時代
藩政においては、先代忠政の施策を受け継いで城下町の整備や拡大、山林検地、用水路開削、溝地の築堤、新田開発、寺社の再興など、津山藩の藩制確立に尽力した。承応元年（1652年）12月、弟の関長政に1万8700石を分与し、支藩である宮川藩を立藩している。
嫡男の忠継は早世し、忠継の子である嫡孫の長成は幼少のため、延宝2年（1674年）4月26日、三男の長武に家督を譲って隠居した。このときに2万石の隠居料を得ている。

### 隠居と再相続
跡を継いだ長武は、あくまで長成が成長するまでの代つなぎだったため、貞享3年（1686年）5月27日、長武は長成に家督を譲って隠居した。ところがその長成は元禄10年（1697年）に嗣子無くして死去した。このため、長継は弟の関衆之の養子となっていた自分の九男・衆利を長成の継嗣として認めてもらうよう江戸幕府に訴えた。幕府もこれを承諾したが、肝心の衆利が継承挨拶のため江戸に出府途中、伊勢で乱心したため、幕府は家督相続承認を取り消し、元禄10年（1697年）8月2日に領地を召し上げ、津山藩森家は改易された。
ただし、幕府は長継に新たに備中西江原藩2万石を与えることで、森氏の存続を許した。これには池田氏（岡山藩）、細川氏（熊本藩）、前田氏（加賀藩）、浅野氏（広島藩）などかつて森家と交友のあった大藩から幕府への働きかけもあったという。
元禄11年（1698年）7月11日、江戸芝屋敷において89歳で没した。跡を八男の長直が継いだ。

## 系譜
- 父：関成次（?-1660）
- 母：於郷 - 渓花院、森忠政の三女
- 養父：森忠政（1570-1634）
- 正室：鶴 - 大御前、池田長幸の娘
  - 長男：森忠継（1637-1674）
  - 三男：森長武（1645-1696）
- 側室：継光院 - 湯浅丹後の娘
  - 五男：森長俊（1649-1735）
- 室：湯浅氏
  - 六男：関長治（1657-1738） - 関長政の養子
- 室：橋村氏
  - 八男：森長直（1673-1722）
- 生母不明の子女
  - 男子：森長基
  - 十二男：森衆利（1673-1705） - 関衆之、森長成の養子
  - 女子：万姫 - 松平吉品正室
  - 女子：鳥居忠則正室
  - 女子：一条冬経室
  - 七女：兼 - 森三隆室
  - 女子：関長政養女 - 毛利元次正室
  - 女子：瑞光院 - 森長俊の養女、保科正賢継室
  - 女子：大姫 - 松平信政正室
  - 女子：松平康雄正室

森氏の本家はその後、赤穂事件で断絶した浅野家の跡を継ぎ、播磨赤穂藩主として明治時代まで存続した。長継には側室だけでも10人、子は男児だけでも24人はいたとの説もあり、このうち播磨三日月藩や備中新見藩など明治時代まで小藩として存続した分家もある。ただし長継の子は自身より先に早世した者が多かった。